# 文化干し
文化干し（ぶんかぼし）は、元は魚の干物をセロファンで包み込む手法。のちに天日干しの対義語として、冷温風機を用いた乾燥手法の意味を持つ。
干物の包装材として木箱や新聞紙を用いた時代に、東京都江東区で1950年創業の水産加工物会社「東京仙印商店」が、セロファンに包んでみたところ、見栄えがとても良く仕上がり販売した。
1967年刊行の図書は、10年ほど前から始まった吸湿剤を使用した簡便な乾燥法、と紹介している。吸湿剤として砂、石灰、わら灰、珪藻土など土地で求めやすい素材を食塩と配合して用い、天日に頼らないため乾燥に際して虫や黴菌が付かず衛生的だが、製品は生干しのために、高温の季節は腐敗に注意が必要で、販売時にセロファンの包装紙で包む際も密封せず、製品の水分を放出させている、と記している。

## 参照
1. ↑  “語源探偵団 文化干しはなぜ＜文化＞？”. 2022年9月23日閲覧。
2. ↑  “灰干し熟成おいしさの秘密（おまけの雑学）”. 築地東仙. 2016年4月30日時点のオリジナルよりアーカイブ。2022年9月23日閲覧。
3. ↑  竹井 1967, pp. 135–136
4. ↑  竹井 1967, p. 136
5. ↑  竹井 1967, p. 137